# Eliza Orzeszkowa
Eliza Orzeszkowa (n. 6 iunie 1841, Miĺkaŭščyna⁠(d), Grodno County⁠(d), Vilna Governorate-General⁠(d), Imperiul Rus – d. 18 mai 1910, Grodno, Imperiul Rus) a fost o scriitoare poloneză. Reprezentantă de seamă a pozitivismului în Polonia.
În anul 1905 a fost nominalizată împreună cu Henryk Sienkiewicz la Premiul Nobel pentru Literatură.

## Opere
- Obrazek z lat głodowych 1866
- Ostatnia miłość, 1868
- Z życia realisty, 1868
- Na prowincji, 1870
- W klatce, 1870
- Cnotliwi, 1871
- Pamiętnik Wacławy, 1871
- Pan Graba, 1872
- Na dnie sumienia, 1873
- Marta, 1873
- Eli Makower, 1875
- Rodzina Brochwiczów, 1876
- Pompalińscy, 1876
- Maria, 1877
- Meir Ezofowicz, 1878
- Z różnych sfer, 1879–1882
- Widma, 1881
- Sylwek Cmentarnik, 1881
- Zygmunt Ławicz i jego koledzy, 1881
- Bańka mydlana, 1882–1883
- Pierwotni, 1883
- Niziny, 1885
- Dziurdziowie, 1885
- Mirtala, 1886
- Nad Niemnem (On the Niemen), 1888
- Cham (The Boor), 1888
- Panna Antonina (colecție de romane), 1888
- W zimowy wieczór (colecție de romane), 1888
- Czciciel potęgi, 1891
- Jędza, 1891
- Bene nati, 1891
- Westalka, 1891
- Dwa bieguny, 1893
- Melancholicy, 1896
- Australczyk, 1896
- Iskry (colecție de romane), 1898
- Argonauci (The Argonauts),[11] 1900
- Ad astra. Dwugłos, 1904
- I pieśń niech zapłacze, 1904
- Gloria victis (colecție de nuvele), 1910

Jurnalism de dreptate socială
- Kilka słów o kobietach (On women),[12] 1870
- Patriotyzm i kosmopolityzm, 1880
- O Żydach i kwestii żydowskiej, 1882

## Legături externe
- Lucrări de Eliza Orzeszkowa la Proiectul Gutenberg
- Lucrări de Eliza Orzeszkowa la Faded Page (Canada)
- Opere de sau despre Eliza Orzeszkowa la Internet Archive
- http://mojepodrozeliterackie.blogspot.com/2014/02/szlakiem-elizy-orzeszkowej.html